# Знаки почтовой оплаты СССР (1957)
Зна́ки почто́вой опла́ты СССР (1957) — перечень (каталог) знаков почтовой оплаты (почтовых марок), введённых в обращение дирекцией по изданию и экспедированию знаков почтовой оплаты Министерства связи СССР в 1957 году.

## Список коммеморативных (памятных) марок
Порядок следования элементов в таблице соответствует номеру по каталогу марок СССР (ЦФА), в скобках приведены номера по каталогу «Михель».
| № по каталогу                        | Изображение | Описание и источники                                                                               | Номинал   | Дата выпуска        | Тираж     | Художник         |
| ------------------------------------ | ----------- | -------------------------------------------------------------------------------------------------- | --------- | ------------------- | --------- | ---------------- |
| (ЦФА [АО «Марка»] № 2020) (Mi #1962) |             | Серия «III Международные игры молодежи в Москве»: - Гимнастика.                                    | 0,20 руб. | 15 июля 1957 года   | 1 000 000 | Василий Завьялов |
| (ЦФА [АО «Марка»] № 2021) (Mi #1963) |             | Серия «III Международные игры молодежи в Москве»: - Борьба.                                        | 0,25 руб. | 15 июля 1957 года   | 1 000 000 | Василий Завьялов |
| (ЦФА [АО «Марка»] № 2022) (Mi #1964) |             | Серия «III Международные игры молодежи в Москве»: - Спортсмены.                                    | 0,40 руб. | 15 июля 1957 года   | 1 000 000 | Василий Завьялов |
| (ЦФА [АО «Марка»] № 2023) (Mi #1965) |             | Серия «III Международные игры молодежи в Москве»: - Эмблема.                                       | 0,40 руб. | 15 июля 1957 года   | 1 000 000 | Василий Завьялов |
| (ЦФА [АО «Марка»] № 2024) (Mi #1966) |             | Серия «III Международные игры молодежи в Москве»: - Метание копья.                                 | 0,60 руб. | 15 июля 1957 года   | 1 000 000 | Василий Завьялов |
| (ЦФА [АО «Марка»] № 2025) (Mi #1968) |             | Серия «XVI Олимпийские игры в Мельбурне (Австралия, 1956)»: - Метание копья.                       | 0,20 руб. | 20 июля 1957 года   | 2 000 000 | Василий Завьялов |
| (ЦФА [АО «Марка»] № 2026) (Mi #1967) |             | Серия «XVI Олимпийские игры в Мельбурне (Австралия, 1956)»: - Бег.                                 | 0,20 руб. | 20 июля 1957 года   | 2 000 000 | Василий Завьялов |
| (ЦФА [АО «Марка»] № 2027) (Mi #1969) |             | Серия «XVI Олимпийские игры в Мельбурне (Австралия, 1956)»: - Гимнастика.                          | 0,25 руб. | 20 июля 1957 года   | 2 000 000 | Василий Завьялов |
| (ЦФА [АО «Марка»] № 2028) (Mi #1970) |             | Серия «XVI Олимпийские игры в Мельбурне (Австралия, 1956)»: - Бокс.                                | 0,40 руб. | 20 июля 1957 года   | 2 000 000 | Василий Завьялов |
| (ЦФА [АО «Марка»] № 2029) (Mi #1971) |             | Серия «XVI Олимпийские игры в Мельбурне (Австралия, 1956)»: - Футбол.                              | 0,40 руб. | 20 июля 1957 года   | 2 000 000 | Василий Завьялов |
| (ЦФА [АО «Марка»] № 2030) (Mi #1972) |             | Серия «XVI Олимпийские игры в Мельбурне (Австралия, 1956)»: - Тяжёлая атлетика.                    | 0,60 руб. | 20 июля 1957 года   | 2 000 000 | Василий Завьялов |
| (ЦФА [АО «Марка»] № 2044) (Mi #1974) |             | Серия «VI Всемирный фестиваль молодежи и студентов», виды Москвы: - Кремль со стороны Москвы-реки. | 0,40 руб. | 27 июля 1957 года   | 2 000 000 | Василий Завьялов |
| (ЦФА [АО «Марка»] № 2045) (Mi #1975) |             | Серия «VI Всемирный фестиваль молодежи и студентов», виды Москвы: - Лужники.                       | 0,40 руб. | 27 июля 1957 года   | 2 000 000 | Василий Завьялов |
| (ЦФА [АО «Марка»] № 2046) (Mi #1976) |             | Серия «VI Всемирный фестиваль молодежи и студентов», виды Москвы: - Большой театр.                 | 1,00 руб. | 27 июля 1957 года   | 2 000 000 | Василий Завьялов |
| (ЦФА [АО «Марка»] № 2047) (Mi #1977) |             | Серия «VI Всемирный фестиваль молодежи и студентов», виды Москвы: - МГУ им. М. В. Ломоносова.      | 1,00 руб. | 27 июля 1957 года   | 2 000 000 | Василий Завьялов |
| (ЦФА [АО «Марка»] № 2095) (Mi #2025) |             | Серия «Всесоюзная промышленная выставка»: - Турбина ГЭС.                                           | 0,40 руб. | 20 ноября 1957 года | 1 000 000 | Евдокия Буланова |

## Восьмой выпуск стандартных марок (1948—1958)
В марте 1957 года, в связи с изменением числа союзных республик, была переиздана марка восьмого выпуска (1948—1958) выпуска 1948 года номиналом в 40 копеек с рисунком герба СССР (15 вместо 16 ленточек). Марка была отпечатана офсетным способом. Существует два различных размера её рисунка. В сентябре 1958 года перегравированная марка была отпечатана способом глубокой печати.
16 июля 1956 года Карело-Финская ССР была преобразована в автономию в составе РСФСР, вследствие чего Указом Президиума Верховного Совета СССР от 12 сентября 1956 года шестнадцатая лента с девизом на финском языке была удалена с герба.
| № по каталогу                               | Изображение | Описание и источники                                                        | Номинал   | Дата выпуска   | Тираж    | Художник         |
| ------------------------------------------- | ----------- | --------------------------------------------------------------------------- | --------- | -------------- | -------- | ---------------- |
| (ЦФА [АО «Марка»] № 1383-В) (Mi #1335-II-I) |             | Государственный герб и флаг СССР, 15 лент, красная (рисунок 14,25×21,0 мм). | 0,40 руб. | март 1957 года | массовый | Василий Завьялов |

## Комментарии
1. ↑  Ниже приведён перечень памятных художественных марок (с возможностью сортировки по номиналу, тиражу и дате введения в обращение).
2. ↑  III Международные игры молодежи в Москве: гимнастика, красно-коричневая, светло-фиолетовая. Офсет, перфорирована: линейная зубцовка 12½ (на каждые 2 сантиметра края марки приходится 12½ зубцов). В марочных листах 70 (7×10) марок[6][2][7].
3. ↑  III Международные игры молодежи в Москве: борьба, лиловая, светло-зелёная. Офсет, перфорирована: линейная зубцовка 12½ (на каждые 2 сантиметра края марки приходится 12½ зубцов). В марочных листах 70 (10×7) марок[6][2][7].
4. ↑  III Международные игры молодежи в Москве: спортсмены разных стран, ярко-фиолетовая, красная, на желтоватом фоне. Офсет, перфорирована: линейная зубцовка 12½ (на каждые 2 сантиметра края марки приходится 12½ зубцов). В марочных листах 70 (10×7) марок[6][2][7].
5. ↑  III Международные игры молодежи в Москве: эмблема Игр, оливково-зелёная, сине-зелёная, кирпичная. Офсет, перфорирована: линейная зубцовка 12½ (на каждые 2 сантиметра края марки приходится 12½ зубцов). В марочных листах 70 (7×10) марок[6][2][7].
6. ↑  III Международные игры молодежи в Москве: метание копья, серо-коричневая, ультрамариновая. Офсет, перфорирована: линейная зубцовка 12½ (на каждые 2 сантиметра края марки приходится 12½ зубцов). В марочных листах 70 (7×10) марок[6][2][7].
7. ↑  XVI Летние Олимпийские игры в Мельбурне: метание копья. Чёрно-коричневая, синяя. Офсет + литография, перфорирована: линейная зубцовка 12½ (на каждые 2 сантиметра края марки приходится 12½ зубцов). В марочных листах 72 (12×6) марок[9][2][10].
8. ↑  XVI Летние Олимпийские игры в Мельбурне: бег. Лиловая, зелёная. Офсет + литография, перфорирована: линейная зубцовка 12½ (на каждые 2 сантиметра края марки приходится 12½ зубцов). В марочных листах 72 (12×6) марок[9][2][10].
9. ↑  XVI Летние Олимпийские игры в Мельбурне: гимнаст на брусьях Ультрамариновая, жёлто-оранжевая. Офсет + литография, перфорирована: линейная зубцовка 12½ (на каждые 2 сантиметра края марки приходится 12½ зубцов). В марочных листах 72 (12×6) марок[9][2][10].
10. ↑  XVI Летние Олимпийские игры в Мельбурне: бокс Тёмно-серая, лиловая. Офсет + литография, перфорирована: линейная зубцовка 12½ (на каждые 2 сантиметра края марки приходится 12½ зубцов). В марочных листах 72 (12×6) марок[9][2][10].
11. ↑  XVI Летние Олимпийские игры в Мельбурне: футбол. Многоцветная. Офсет + литография, перфорирована: линейная зубцовка 12½ (на каждые 2 сантиметра края марки приходится 12½ зубцов). В марочных листах 72 (6×12) марок[9][2][10]. Кроме того, участию сборной СССР по футболу в отборочных матчах Олимпиады в Мельбурне был посвящён художественный конверт, подготовленный в Израиле в июле 1956 года[12].
12. ↑  XVI Летние Олимпийские игры в Мельбурне: штангист. Тёмно-коричневая, фиолетовая. Офсет + литография, перфорирована: линейная зубцовка 12½ (на каждые 2 сантиметра края марки приходится 12½ зубцов). В марочных листах 72 (12×6) марок[9][2][10].
13. ↑  VI Всемирный фестиваль молодежи и студентов, виды Москвы. Кремль со стороны Москвы-реки, чёрная, лилово-коричневая. Цветная автотипия в сочетании с типографской печатью на мелованной бумаге, перфорирована: линейная зубцовка 12½ (на каждые 2 сантиметра края марки приходится 12½ зубцов). В марочных листах 35 (7×5) марок[2][13][14].
14. ↑  VI Всемирный фестиваль молодежи и студентов, виды Москвы. Лужники, чёрная, тёмно-лиловая. Цветная автотипия в сочетании с типографской печатью на мелованной бумаге, перфорирована: линейная зубцовка 12½ (на каждые 2 сантиметра края марки приходится 12½ зубцов). В марочных листах 35 (7×5) марок[2][13][14].
15. ↑  VI Всемирный фестиваль молодежи и студентов, виды Москвы. Большой театр, серая, тёмно-фиолетовая. Цветная автотипия в сочетании с типографской печатью на мелованной бумаге, перфорирована: линейная зубцовка 12½ (на каждые 2 сантиметра края марки приходится 12½ зубцов). В марочных листах 40 (4×10) марок[2][13][14].
16. ↑  VI Всемирный фестиваль молодежи и студентов, виды Москвы. МГУ им. М. В. Ломоносова, чёрная, ярко-красная. Цветная автотипия в сочетании с типографской печатью на мелованной бумаге, перфорирована: линейная зубцовка 12½ (на каждые 2 сантиметра края марки приходится 12½ зубцов). В марочных листах 40 (4×10) марок[2][13][14].
17. ↑  Серия «Всесоюзная промышленная выставка»: турбина ГЭС, красно-коричневая. Печать глубокая, перфорирована: комбинированная гребенчатая зубцовка 12:12½ (на каждые 2 сантиметра края марки приходится 12:12½ зубцов). В марочных листах 81 (9×9) и 36 (6×6) марок[2][15][16]. Следующая марка  (ЦФА [АО «Марка»] № 2096)  (Mi #2046) «Эмблема выставки» серии «Всесоюзная промышленная выставка» была выпущена в обращение 8 января 1958 года[17].
18. ↑  16.07.1956 — Верховный Совет СССР принял Закон о преобразовании Карело-Финской ССР в Карельскую Автономную Советскую Социалистическую Республику и включении её в состав РСФСР[23][24][25][26].
19. ↑  Государственный герб и флаг СССР, 15 лент, красная, размер рисунка 14,25×21,0 мм. Перегравировка марки  (ЦФА [АО «Марка»] № 1383) (на Гербе слева 8 лент по 2 штриха): слева 7 лент (15 союзных республик) по 3 штриха на лентах. Офсетная печать на простой бумаге, перфорирована: комбинированная гребенчатая зубцовка 12:12½ (на каждые 2 сантиметра края марки приходится 12:12½ зубцов). В марочных листах по 100 (10×10) экземпляров[18][19][20].
20. ↑  Точная дата начала эмиссии не указана в каталогах[19][20].